# Cintura di rocce verdi delle Seminoe Mountains
La cintura di rocce verdi delle Seminoe Mountains rappresenta un frammento di un terrane di rocce verdi risalenti all'Archeano che fa parte del cratone del Wyoming, e situato nello Stato dello Wyoming, negli Stati Uniti.

## Aspetti di interesse minerario
La cintura è stata mappata nel 1994 e sono state identificate nel Bradley Peak significative anomalie aurifere in banded iron formation, filoni quarziferi e in vaste zone alterate di metabasalti. La mappatura ha differenziato tre suddivisioni che includono metavulcanismi del Bradley Peak, la Seminoe Formation e i metasedimenti di Sunday Morning.
Le risorse minerarie sono varie, come è tipico della maggior parte delle cinture di rocce verdi. Queste risorse non sono ancora state esplorate in dettaglio, ma le prime indicazioni suggeriscono che alcuni depositi potrebbero presentare un interesse economico. Ci sono vasti depositi di minerale a ridotto contenuto di ferro. Le pietre lapidarie o da decorazione includono serpentinite, giada, banded iron formation, e rocce ricoperte di rame come malachite, crisocolla e cuprite. La mineralizzazione del rame è tuttavia solo localizzata e non rappresenta una risorsa significativa; altrettanto vale per lo zinco e il piombo.